# Scatopse flavipalpis
Scatopse flavipalpis är en tvåvingeart som beskrevs av Edwards 1928. Scatopse flavipalpis ingår i släktet Scatopse och familjen dyngmyggor.
Artens utbredningsområde är Thailand. Inga underarter finns listade i Catalogue of Life.